# 2020年東京オリンピック・パラリンピックの経緯
2020年東京オリンピック・パラリンピックの経緯（2020ねんとうきょうオリンピック・パラリンピックのけいい）では、東京2020オリンピック・パラリンピック競技大会の構想立案から大会終了後のレガシーまでの、大会運営を巡る大局的な状況（大会運営を担う組織や世界各国の決定、各国民からの意見・行動、紛争・自然災害の大会への影響など）の推移を記載する。
本項目は「2020年東京オリンピック構想」、「2020年東京オリンピック・パラリンピック」、「2020年東京オリンピックのレガシー」の各々の経緯を統合して、全体を俯瞰できるように記載している。個々の競技の内容や各国が獲得したメダルなどの大会の詳細については「2020年東京オリンピック」、「2020年東京パラリンピック」を参照のこと。

## 構想

### 2007年
- 石原慎太郎直轄の都知事部局に「生活文化スポーツ局スポーツ振興部」を新設（初代部長：後に東京都スポーツ振興局長[1] で2020招致委員会理事→東京臨海熱供給社長[2]・細井優）[3]。2回目の東京オリンピックに向けた構想の開始。

### 2009年
- 10月2日 - 2016年夏季オリンピックの開催地がリオデジャネイロに決定し、東京は2回目の投票で敗れた。
- 10月11日 - 広島市と長崎市が広島・長崎オリンピック構想を表明したが、同年12月に国際オリンピック委員会（IOC）により却下。

### 2010年
- 1月15日 - 長崎市が立候補を断念し、広島市が単独でヒロシマ・オリンピック構想を表明。

### 2011年
- 3月11日 - 東北地方太平洋沖地震（東日本大震災）が発生。
- 4月12日 - 前日の東京都知事選挙で再選された、石原都知事が2020年夏季オリンピックへ再度立候補の意欲を表明。出馬前の3月に森喜朗が石原に「オリンピックをやると宣言してください。その後、体調がすぐれないなら辞められてもいい」と訴えた経緯もあった[4]。
- 4月14日 - 11日の広島市長選挙で招致反対を訴えて初当選した、広島市の松井一實市長がヒロシマ・オリンピック構想を正式に断念。
- 6月17日 - 東京都議会の所信表明で石原都知事が2020年夏季オリンピックの招致を目指す意向を表明。
- 6月23日 - 日本オリンピック委員会（JOC）の竹田恒和会長やオリンピック選手が都庁に石原都知事を訪ね、2020年夏季オリンピックへの立候補を懇願。
- 6月25日 - JOCの竹田会長が、震災で最も多くの犠牲者（当時の県内死者数は9千人以上）を出した宮城県の三浦秀一副知事と会談し、五輪・パラリンピック招致の賛同を得た。
- 6月28日 - JOCの竹田会長が、震災で1,500人以上（当時）の犠牲者を出し、福島第一原子力発電所事故の影響を最も強く受けた福島県の佐藤雄平知事と会談したが、五輪・パラリンピック招致に対する態度を保留した。
- 7月14日 - 東京商工会議所が東京都に立候補を積極的に進めるよう求める文書を提出。
- 7月16日 - 東京都がJOCに立候補の確約書を提出し、JOC理事会が国内立候補都市に選定した[5]。IOCのジャック・ロゲ会長らが臨席の下開かれた日本体育協会とJOCの創立100周年記念式典において、石原都知事が立候補を正式表明した[5]。石原はスピーチで、東日本大震災からの復興を世界に示す「復興五輪」であると語り[6]、招致のテーマとなった[5]。東日本大震災の被災3県（岩手・宮城・福島）の知事も東京の立候補に賛同する談話を発表した。
- 8月4日 - JOCの竹田会長が、震災で4500人以上（当時）の犠牲者を出した岩手県の達増拓也知事と会談し、五輪・パラリンピック招致の賛同を得た。
- 9月2日 - 前日に立候補を締め切った国際オリンピック委員会が、東京、ローマ、マドリード、イスタンブール、ドーハ、バクーの6都市から立候補を受け付けたと発表。
- 9月15日 - 東京2020オリンピック・パラリンピック招致委員会が設立。理事長にJOCの竹田会長、事務総長に水野正人副会長が就任した。
- 10月18日 - 東京都議会が2020年夏季オリンピック・パラリンピックの東京招致を求める決議案を賛成多数で可決した。
- 10月19日 - 文部科学省が省内に招致対策本部を設置。
- 11月3日 - スイスのローザンヌにある国際オリンピック委員会の本部において、立候補した6都市へのインフォメーションセミナーが開催され、初めて6都市が顔を合わせた。
- 11月7日 - 東京都が2012年度の予算要求で招致推進費として20億4900万円を盛り込み、前回2016年招致の56億円の半額以下となった。
- 11月28日 -　招致委員会の理事会と別に、招致活動の後援的組織となる評議会が発足。会長に石原、最高顧問には内閣総理大臣の野田佳彦が就任。また、評議会事務総長に元外務省外務審議官の小倉和夫が就任し、役職の重複を避けるため、理事会の事務総長水野を専務理事に変更した。評議会のメンバーには岩手、宮城、福島の3県の知事やAKB48のプロデューサー秋元康も選ばれた。
- 11月30日 - 招致委員会が招致ロゴ（オリンピックエンブレム）を発表。友好の印として世界中に送られた桜の花びらを用いて、「再び戻る」を意味するリースを模り、1964年東京オリンピック以来のオリンピック開催や東日本大震災からの復興を示すロゴとなった。島峰藍によるデザインが公募で計38点の中から[7] 選ばれ、GKグラフィックス久田邦夫のアートディレクションや栄久庵憲司の監修を経て、島峰本人が完成させた[8]。
- 12月1日 - 超党派の2020年オリンピック・パラリンピック日本招致議員連盟が発足し、鳩山由紀夫元内閣総理大臣が会長に就任。
- 12月6日
  - 政府が、東京電力福島第一原子力発電所の原子炉の冷温停止を宣言した。一方、事故は収束していないとして、福島県知事が反発した。
  - 衆議院本会議において、第三十二回オリンピック競技大会及び第十六回パラリンピック競技大会東京招致に関する決議が賛成多数で可決。翌7日には参議院においても同決議が賛成多数で可決された。
- 12月8日 - 国際オリンピック委員会の理事会においてプレゼンテーションや立候補都市への現地視察を行う順番を投票で決め、イスタンブール、東京、ローマ、バクー、ドーハ、マドリードの順になった。
- 12月13日 - 政府が、2020年オリンピック・パラリンピック東京招致を閣議了解。

### 2012年
- 1月23日 - 招致委員会が五輪招致への支持率調査の結果を公表し、「賛成」または「どちらかといえば賛成」と答えた人が全国で65.7%、都内で65.2%だったことを発表した。
- 2月1日 - 競技会場計画で国際競技連盟 (IF) との折衝役となるスポーツディレクターに、1976年モントリオールオリンピックバレーボールの金メダリストでもある、JOCの荒木田裕子理事が就任した。
- 2月13日 - IOCへ大会の概要計画を記した申請ファイルを提出。
- 2月15日 - 申請ファイルの提出期限日。東京のほか、イスタンブール、バクー、ドーハ、マドリードが提出を済ませ、ローマは財政難を理由に辞退した。
- 2月16日 - 招致委員会が申請ファイルの内容を公表。
- 4月14日 - モスクワで開かれた各国オリンピック委員会連合 (ANOC) の総会で各申請都市が初のプレゼンテーションを行い、2番目にプレゼンテーションを行った東京はJOCの竹田会長、アテネオリンピック競泳800m自由形金メダリストの柴田亜衣、1976年モントリオールオリンピック女子バレーボール金メダリストで招致委員会の荒木田スポーツディレクター、招致委員会の水野専務理事が登壇した。
- 5月23日 - カナダのケベック・シティーで開かれた国際オリンピック委員会の理事会において、立候補していた5都市の中から開催能力があると認められたイスタンブール、東京、マドリードの3都市が正式立候補都市に選出された。
- 5月29日 - 1次選考を通過し、招致ロゴへのオリンピックシンボル（五輪マーク）の使用が解禁されたため、招致委員会がこれまでのロゴ（前年11月30日決定）に五輪マークを付けた新しいロゴを発表。また、国内向けの招致スローガンを「今、ニッポンにはこの夢の力が必要だ」としたことも発表した[9]。正式立候補地に選出されたイスタンブール、東京、マドリードの3都市の中で支持率の低さが目立った（イスタンブール73%、マドリード78%、東京47%）ことを理由に石原都知事は「東京のオリンピックが実現したら都民は来なくてもいい」と語ったが、6月1日「言葉が足りなかったと思う」と釈明した。
- 6月7日 - 東京2020オリンピック・パラリンピック招致委員会は五輪が開催された場合、全国で約2兆9600億円、東京都内で約1兆6700億円の経済波及効果があり、雇用者の所得についても全国で給料が約7500億円上昇し、これをすべて新規雇用で賄うと約15万2000人の雇用が創出される試算を発表した。また、東京都スポーツ振興局によると、2005年の愛知万博では185日間の開催期間で約2200万人が来場し、経済波及効果は約2兆8000億円であったが、東京五輪が開催された場合、17日間の開催期間中に約850万人の観客が訪れ、愛知万博の経済波及効果を上回ることになるとコメントした。
- 7月19日 - 招致委員会が海外向けの招致活動のスローガンを「Discover Tomorrow」としたことを発表した。
- 7月26日 - ロンドン市内のホテルで開かれた第124次IOC総会で、JOCの竹田会長がIOC委員に就任し、竹田会長は「五輪招致は私の責任で行う」と述べた。
- 7月27日-8月12日 - ロンドンオリンピック開催期間中、JOCの現地拠点および日本選手の会見場となるジャパンハウスが設置され、東京都が協力する形でハウス内に東京の招致計画を説明するブースも設置された。開設期間中はIOC委員や競技団体関係者も多数訪問した。なお、石原東京都知事は体調不良により現地での招致活動を断念することとなった。
- 8月10日 - IOC選手委員会委員の改選が行われ、日本から立候補した室伏広治は当選ラインに入ったものの、選挙活動にいくつか規定を違反した行為があったため、IOC が室伏ら規定違反に該当する候補の当選および候補資格を取り消した。これに対し JOC は、IOC から注意を受けた際に聞き入れて直したため、違反行為はなかったという立場を示し、IOC が選挙規程の詳細を明示するよう要請した。
- 8月20日 - JOCの主催でロンドンオリンピックでメダルを獲得した日本選手団のパレードが銀座で行われ、76人のメダリストのうち71人が参加した。選手が乗ったオープンカーやオープンバス周辺には約50万人の観衆が集まり、国内のパレードとしては最大の観客動員数となった。また、パレードは2020年東京オリンピック・パラリンピック招致のPRの目的もあり、会場には招致ロゴの書かれたうちわや横断幕なども登場した。
- 9月5日 - 日本で開催されていたFIFA U-20女子ワールドカップのため来日した国際サッカー連盟のゼップ・ブラッター会長が総理大臣官邸を訪れ、野田佳彦内閣総理大臣がブラッター会長にオリンピック東京開催への支持を要請。ブラッター会長は日本政府によるサッカーを始としたスポーツへの支持に感謝を表明した。
- 9月6日 - IOC が立候補都市の現地視察を行う評価委員会を組織し、IOCのクレイグ・リーディー副会長が委員長に就任したほか、IOCのクリストフ・デュビスポーツ局局長らがメンバーに選ばれた。また、同時に現地視察の日程も発表し、東京は2013年3月4日-3月7日で3都市の中で最初に視察が行われることが決定した。
- 9月7日 - 2020年のオリンピック・パラリンピック開催地決定まで1年となり、東京スカイツリーが招致ロゴのカラー（紫・黄・赤・青・緑）にライトアップされた他、記念セレモニーも行われ、ロンドンオリンピックの金メダリストや招致委員会の関係者が出席してトークショーやカウントダウンボードが披露された。
- 9月11日 - 招致委員会がロンドンオリンピックの開催前と開催後に行った世論調査の結果を発表した。調査は IOC の行う方法と同様の手段で行い、大会前は賛成58%、反対16%、どちらでもない26%で、大会後は賛成66%、反対16%、どちらでもない20%となった。
- 10月25日 - 石原が東京都知事職を辞職することを表明し、同月31日に正式に辞職。12月16日の東京都知事選挙投開票までの間、筆頭副知事である猪瀬直樹が知事職代理として都政を担うこととなった。
- 11月15日 - アスリート（元・現役）らによる「Cheer!NIPPON」（実行委員長：川淵三郎・相談役：森喜朗）発足記者会見が開かれた。
- 12月16日 - 2012年東京都知事選挙の投開票が行われ、猪瀬副知事が当選した。猪瀬は引き続き招致活動を進めることを表明し、同月21日には東京招致委員会理事会において、前都知事である石原の後任として招致委員会の会長に就任した。

## 開催の準備

### 2013年
- 1月7日 - 詳細な開催計画をまとめた「立候補ファイル」を IOC に提出する期限日を迎え、東京は招致委員会の水野専務理事、サッカー女子日本代表の澤穂希らがスイスのローザンヌにあるIOC本部を訪ね、ファイルを提出した。また、共に立候補しているイスタンブールとマドリードも同日、ファイルを提出した。
- 1月8日 - 東京招致委員会が東京都庁で記者会見を開き、前日 IOC に提出した立候補ファイルの内容を公表した。また、JOCの竹田会長が総理大臣官邸を訪ね、前年12月26日に内閣総理大臣に就任した安倍晋三と会談し、安倍は招致委員会の最高顧問への就任打診を承諾し、「安倍内閣として全力を挙げる」と述べた。
- 1月10日 - 東京都知事に就任した猪瀬、日本オリンピック委員会の竹田会長、招致委員会の水野専務理事、福井照文部科学副大臣、サッカー女子の澤、パラリンピック競泳男子の鈴木孝幸がロンドンで記者会見を開き、海外メディア向けに開催計画の説明や東京の都市力をアピールした。
- 3月4日 - IOC評価委員会による現地視察の日程がスタートし、3都市の中で最初に東京都の視察が始まった。視察初日は、午前にクレイグ・リーディー委員長ら14人の評価委員と、安倍[内閣総理大臣、日本オリンピック委員会の竹田会長、猪瀬東京都知事、財務大臣で招致推進議員連盟の会長を務める麻生太郎らが出席して公式歓迎行事が行われ、大会の基本計画や理念に関するプレゼンテーションや質疑が行われた。午後には評価委員会と皇太子徳仁親王による接見行事が行われ、その後は競技施設の視察を行った。また、同日には衆議院において招致決議が賛成多数で可決され、翌5日には参議院においても同決議が可決された。
- 3月5日 - 現地視察2日目は財政やマーケティングなどについての質疑が行われ、トヨタ自動車の張富士夫会長、菅義偉内閣官房長官らがプレゼンテーションを行った。午後は競技会場の視察が行われ、東京体育館や国立霞ヶ丘競技場陸上競技場を視察した。また、同日の質疑の中で IOC による最終支持率調査の結果が公表され、賛成と回答した者が東京都内で70%、全国で67%となったことが明らかになった。2012年5月に公表された IOC による調査結果では賛成が首都圏で47%だったことから、23パーセントポイント上昇したことになる。
- 3月6日 - 現地視察3日目は宿泊施設や交通についての質疑が行われた。午後には競技施設の視察を経て、迎賓館において安倍総理が主催の晩餐会が行われ、評価委員会のメンバーのほか、憲仁親王妃久子や体操男子金メダリストの内村航平らが出席した。
- 3月7日 - 現地視察最終日は環境やセキュリティーに関する質疑が行われた。午後には評価委員会が記者会見を行い、東京の現地視察の日程が終了した。
- 4月27日 - 東京都の猪瀬知事がニューヨーク・タイムズによるインタビューの中で、同じく立候補しているイスタンブールを指し、「イスラムの国は互いにけんかばかりしている」などの発言をしたことが国内外で大々的に報じられ、問題視された。
- 5月30日 - ロシアのサンクトペテルブルクで開かれたスポーツアコードにおいて立候補都市によるプレゼンテーションが行われ、東京はJOC委員会会長でIOC委員の竹田会長や、フェンシング男子の太田雄貴、橋本聖子参議院議員らが登壇した。
- 6月15日 - スイスのローザンヌで開かれた各国オリンピック委員会連合 (ANOC) の総会で、立候補都市によるプレゼンテーションが行われ、東京は竹田会長や体操女子の田中理恵らが登壇した。
- 6月25日 - 立候補都市を現地視察した評価委員会が、視察の結果を基に各都市の長所と短所を併記した評価報告書を公表した。東京は財政や治安などで高い評価を受けたほか、1次選考の際に指摘を受けた電力供給や世論の支持の低さ、津波や地震への安全対策についても解決または適切な対策が採られているとして、開催能力については大きな指摘はなかった。
- 7月3日-7月4日 - スイスのローザンヌにおいて立候補都市によるIOC委員への開催計画説明会が行われた。東京のプレゼンテーションには麻生財務大臣や東京都の猪瀬知事、フリーアナウンサーの滝川クリステルらが登壇した。
- 9月7日（日本時間8日） - ブエノスアイレスで開かれた第125次IOC総会で最終選考国による招致演説およびIOC委員による投票が行われた。日本国の招致演説では安倍晋三内閣総理大臣によるプレゼンテーションが行われた。その際「フクシマについて、お案じの向きには、私から保証をいたします。状況は、統御(under control)されています。東京には、いかなる悪影響にしろ、これまで及ぼしたことはなく、今後とも、及ぼすことはありません。」と述べた。[10] 谷口雅彦内閣審議官が草稿を書いたとされる「アンダーコントロール発言」[11] は後日メディア・学者・野党から批判されたが[12][13][14][15][16][17][18][19]、投票では一次投票でマドリード、決選投票でイスタンブールが落選し、2020年オリンピック・パラリンピックの東京開催が決定した。
- 9月10日 - 文部科学省が省内に「2020年東京オリンピック・パラリンピック競技大会準備本部」を設置し、文部科学大臣（第2次安倍内閣）の下村博文が本部長に就任した。
- 9月13日 - 政府が「東京オリンピック・パラリンピック担当大臣」の新設を決定し、文部科学大臣の下村が就任（兼任）。また、日本障害者スポーツ協会が「2020年東京パラリンピック準備委員会」を設置した。
- 9月17日 - 日本オリンピック委員会 (JOC) が理事会を開き、東京都や政府との連携を図るため「開催準備対策プロジェクト」の設置を決定し、会長の竹田恒和が座長に就任する。
- 10月1日 - 東京都がスポーツ振興局内に「オリンピック・パラリンピック大会準備部」を設置。
- 10月4日 - 政府が内閣官房に「2020年オリンピック・パラリンピック東京大会推進室」を設置。文部科学省や厚生労働省の職員などで構成され、関係省庁との調整作業を行う部署となる。室長には内閣官房参与の平田竹男が就任、また同日、与党自由民主党は党内に「2020年オリンピック・パラリンピック東京大会実施本部」を設置し、本部長には招致推進本部長を務めた衆議院議員の馳浩が就任した。
- 10月15日 - 衆議院・参議院で「二〇二〇年東京オリンピック・パラリンピック競技大会の成功に関する決議」が議決された（第185回国会）[20][21]。
- 11月14日 - IOCのジルベール・フェリ統括部長や東京大会の調整委員長に就任したIOCのジョン・コーツ副会長らが来日し、東京都やJOC、政府と合同でオリエンテーションセミナーを開催した。
- 11月19日 - 第125次IOC総会で会長に就任したトーマス・バッハが来日。準備状況を監督するIOC調整委員会委員長で副会長のジョン・コーツも同行。
- 12月24日 - 医療法人徳洲会グループからの資金提供問題の責任を取り、同日付で猪瀬が都知事を辞職。翌年2月9日の都知事選投開票までの間、筆頭副知事である安藤立美が知事職代理として都政を担った。

### 2014年
- 1月24日 - 大会の運営や準備などの実務を担う公益財団法人東京オリンピック・パラリンピック競技大会組織委員会（TOCOG）（以下、「組織委員会」）が発足、元内閣総理大臣の森喜朗が会長に就任し、事務局のトップとなる事務総長に元日本銀行副総裁の武藤敏郎が就任した。
- 2月9日 - 2014年東京都知事選挙の投開票が行われ、元厚生労働大臣の舛添要一が当選した。
- 2月21日-2月25日 - 舛添新東京都知事が2泊5日の日程でソチオリンピックを視察。
- 4月2日-4月4日 - 第1回事務折衝をグランドプリンスホテル新高輪で開催。国際オリンピック委員会からはコーツら、日本側からは森会長、舛添知事らが参加。
- 4月17日 - 組織委員会により、国内の協賛企業獲得などを行なうマーケティング専任代理店に電通が指名される[22]。
- 6月13日 - ブリヂストンがIOCのTOPスポンサーになり、調印式を帝国ホテル東京で実施。バッハ会長が来日。
- 6月17日 - 建設費の高騰などにより、3競技会場の計画見直しを表明。計画の見直しはIOCに報告済みである。バスケットボール会場はさいたまスーパーアリーナが候補地に挙がっている。バドミントンは武蔵野の森総合スポーツ施設が、カヌー（スラローム）は葛西臨海公園に隣接する都有地が候補地に。水門の建設費が高額にのぼることが判明した、海の森水上競技場の建設費の抑制。
- 6月25日-27日 - 第1回調整委員会会議を開催。国際オリンピック委員会からはコーツら、日本側からは森会長、舛添知事らが参加。ラグビーの会期を当初予定の2日間から6日間にする計画があることが判明。6日間にすると、開会式の設備の撤去などとラグビー後の陸上の設営で国立競技場が使えないため、代替地で行うことになる。ちなみに2016年リオデジャネイロオリンピックのラグビーの会期は6日間[23]。
- 7月8日 - 水球会場のウォーターポロアリーナが見直しの対象となり、東京辰巳国際水泳場が代替施設となる可能性があることが判明。このため、国際水泳連盟（FINA）は、後日現地を視察する予定。
- 7月22日 - セーリング会場の若洲オリンピックマリーナが見直しの対象となり稲毛海浜公園内の稲毛ヨットハーバーが代替施設となる可能性があることが判明。
- 7月30日 - 会場の上空が、近くにある羽田空港の航空管制の空域に入り、ヘリコプターによる競技の撮影に支障が出るおそれが判明したため、トライアスロンをお台場海浜公園から横浜市で実施する可能性が判明。
- 9月10日 - 真夏の開催のため、マラソンなど暑さ対策も検討されている[24]、ことが報道される。
- 11月19日 - 舛添知事が、都議会特別委員会にてバドミントン・バスケットボール会場の夢の島ユースプラザ・アリーナ、セーリング会場の若洲オリンピックマリーナの建設中止を表明[25]。
- 12月8日 - モナコで開催されたIOC臨時総会において、オリンピックの改革案『オリンピック・アジェンダ2020』が採決された。
  - 夏季五輪において28競技の上限を撤廃し選手数を1万5000人以内、310種目を上限とした。
  - また、提言「オリンピックの構成は競技ベースから種目ベースへ」の一環として、開催都市の五輪大会組織委員会 (OCOG) が追加種目を提案できるようになった。これにより、日本で要望が高かった野球・ソフトボールの復活や、空手とスカッシュの追加が検討されている[26][27]。そして後日、この追加種目は上述の種目数、選手数の上限規定はIOCが適用しない方針だと報道される。
  - 開催都市の負担軽減のため一部の競技を国内外問わず別の都市で開催することも認められ、この大会においては大阪でバスケットボールやサッカーの開催が検討されている。
  - 男女混合種目を増やす方針も打ち出された。

### 2015年

佐野がデザインし使用が中止されたエンブレムマーク

- 6月25日 - 東京オリンピック競技大会・東京パラリンピック競技大会推進本部・基本方針の策定・国有財産の無償使用・組織委員会への国の職員の派遣などについて定める平成三十二年東京オリンピック競技大会・東京パラリンピック競技大会特別措置法が施行した。
- 7月17日 - メイン会場となる予定の新国立競技場建設計画の白紙化が発表された。5月、2014年2月に東京都知事に就任した舛添要一がメイン会場の国立競技場の整備費について、国が都への相談もなく都負担分を約580億円と試算したとして激しく批判を展開し、加えて複数の政党がザハ・ハディドの設計による国立競技場建設費は高額すぎるとして批判した[28]。その結果、7月に内閣総理大臣の安倍晋三が東京五輪組織委員会の森会長らと会談を行い、ザハ・ハディドの設計による建設計画の白紙化を表明した。
- 7月24日 - 開催5年前となったこの日、首相（第3次安倍内閣）の安倍晋三が首相官邸で「第1回東京オリンピック競技大会・東京パラリンピック競技大会推進本部」を開催[29]。また、本大会のオリンピック・エンブレム（パラリンピック大会も）[30] が都民広場で発表された（佐野研二郎のデザイン[31]）。
- 7月31日 - 佐野がデザインしたエンブレムがベルギーのリエージュ劇場のロゴと酷似していたため、IOCと組織委員会に使用停止要求が提出された[32]。
- 8月13日 - 王立リエージュ劇場およびロゴのデザイナーはIOCを相手取り、当エンブレムの使用差し止めの訴えを地元裁判所に起こし受理された。初回裁判期日は2015年9月22日[33]。
- 9月1日 - 2020年東京オリンピックのエンブレムについて、組織委員会は佐野がデザインしたエンブレムの使用を中止する方針を固めた[34][35]。
- 12月には国と東京都などの間の費用負担の調整が行われ、国が総工費と関連経費の約半分にあたる約800億円を、都と日本スポーツ振興センターがそれぞれ約400億円を負担する見通しとなった[36]。また12月には白紙化されたザハ・ハディドのデザインの代わりに建築家隈研吾のデザインが採用されることが決定したが、他方、新旧2つのデザインの類似性について問題が生じた[37]。

### 2016年
- 1月25日 - 2016リオ五輪閉会式フラッグハンドオーバーセレモニー（旗の引き継ぎ式）の「検討メンバー」8人を組織委員会が発表した[38][39]。
- 3月、東京五輪組織委の森喜朗会長、五輪担当相遠藤利明、東京都知事の舛添要一とのあいだで改めて会談が行われた結果、東京都の負担は再び増加する見通しとなった[40]。
- 4月25日 - 新エンブレムが野老朝雄の「組市松紋」に決定した[41]。
- 8月1日 - 公式HPより有明体操競技場新築工事が発表された。
- 8月5日 - 組織委員会会長の森喜朗と五輪担当相（第3次安倍第2次改造内閣）の丸川珠代らがリオデジャネイロ五輪の開会式に出席した。
- 8月21日 - 都知事の小池百合子と首相の安倍らがリオデジャネイロオリンピックの閉会式に出席した。
- 9月23日 - 三庁連携シンボルマーク（観光庁・スポーツ庁・文化庁）が公募で決定され、68作から永田康二の作品が選ばれた[42][43]。
- 10月6日 - 組織委員会が「東京2020応援マーク」を発表した。

### 2017年
- 1月12日 - 東京2020大会マスコット選考検討会議のメンバーを発表（座長は宮田亮平）[44]。
- 5月31日 - この大会での費用分担をめぐる問題が「東京都、国、組織委員会と関係自治体のトップが集まる協議会で大枠で合意する見通し」と報道される。関係者によると、「東京都と組織委員会は、東京大会の総経費を1兆3850億円と試算しており、負担の内訳は都と組織委員会が6000億円ずつ、国が1500億円となっている」という。残りの約350億円は積算根拠がなく詰め切れなかったため、分担を割り振らず、関係自治体の負担については、自治体の主張している「立候補ファイルなどに基づいたもの」とし、「今後の調整とすることで大枠の合意を目指す」という。
- 6月15日 - 組織委員会と日本財団が、大会成功に向けてボランティアに関する協定を締結[45]。
- 11月29日 - 組織委員会の第23回理事会にて、開閉会式や聖火リレーの業務委託先を電通に、チケット販売をぴあとAtos Spain SAのコンソーシアムに決定した[46][47]。
- 12月7日 - 大会マスコットの最終3候補を公表。
- 12月20日 - 入賞メダルデザインコンペのエントリー受付開始[48]。

### 2018年
- 2月28日 - 大会マスコットが谷口亮の市松模様をイメージした「ア案」のデザインに決定した[49][50]。
- 7月12日 - 復興五輪という位置づけから、聖火リレーのスタート地を福島県とすることを決定した[51]。なお、聖火リレーは2020年3月26日から開始される予定だった。
- 7月22日 - 公式マスコットの名前を「ミライトワ」（オリンピック）と「ソメイティ」（パラリンピック）とすると組織委員会により発表された。五輪マスコットの名前の由来は、「未来」と「永遠」から。パラリンピックマスコットは、日本を代表とする桜である「ソメイヨシノ」と、英語で“非常に力強い”という意味の「so mighty」を名前の由来として名付けられた[52]。
- 7月30日 - オリ・パラ開閉会式の演出総合統括責任者として、狂言師・野村萬斎の就任が決まった[53]。
- 9月27日 - 開催期の暑さ対策としてパラリンピックと共に検討されていた夏時間（サマータイム）導入について、「20年の導入は難しい」として見送られる方向になったと伝えられた[54]。
- 10月2日 - 首相の安倍晋三は内閣改造で、元文科副大臣の桜田義孝を五輪担当相に起用した（第4次安倍改造内閣）[55]。
- 10月5日 - 東京都議会が本会議で、「LGBTなどセクシュアルマイノリティへの差別禁止」を盛り込んだ人権尊重条例案（「オリンピック憲章にうたわれる人権尊重の理念の実現を目指す条例案」）を可決、成立させた。これは「このオリンピック憲章の定める権利および自由は人種、肌の色、性別、性的指向、（中略）などの理由による、いかなる種類の差別も受けることなく、確実に享受されなければならない」というオリンピック憲章の根本原則に則り、ヘイトスピーチの規制や、性自認、性的指向を理由とした差別を禁じることが柱となっている[56]。
- 10月23日 - 東京2020オリンピック競技大会公式映画の監督に、河瀨直美が就任したと発表[57]。女性監督は歴代5人目[58]。

### 2019年
- 1月28日 - 大会スタッフは「FieldCast（フィールドキャスト）」、都市ボランティアは「CityCast（シティキャスト）」と、最終4ペア案の中から名称が決定した[59]。
- 3月12日 - 3月1日から5月6日までを「500 Days to Go!」期間とし[60]、ちょうど開催500日前となったこの日、大会競技種目ピクトグラム（全33競技50種類）を正式公開し[61][62][注釈 1]、2020年03月26日の聖火リレーのグランドスタート会場を「ナショナルトレーニングセンターJヴィレッジ」（福島県楢葉町・広野町）とすることを発表した[64]。
- 3月19日 - 竹田恆和が日本オリンピック委員会 (JOC) の理事会にて、会長職を今期（同年6月）をもって退任（IOC委員も辞任）することを表明した[65]。
- 3月20日 - 聖火がギリシャから到着するのを1年前としたこの日、組織委員会が聖火リレーで使われるトーチを発表した[66]。
- 4月10日 - 五輪担当相の桜田義孝が東日本大震災（東北地方太平洋沖地震）に対する失言を理由に首相の安倍晋三に辞表を提出し、事実上の更迭となった[67]。
- 4月16日 - 各競技のスケジュールが発表された[68]。
- 5月9日 - 日本在住者向けに、公式販売サイトでの入場券抽選申し込み受付を同日午前10時に開始した。抽選販売では全ての当選チケットを一括購入とし、一部のチケットのみの購入は行えないことを規約に定めた。全体像が未定のボクシングについては募集延期となった。
- 5月22日 - ボクシングの国際競技連盟 (IF) である国際ボクシング協会 (AIBA) の組織統治能力に問題があるとしてIOCからのIFとしての承認を停止する方針となる。2020年夏季五輪のボクシング競技はAIBAではなく国際体操連盟会長兼IOC委員の渡辺守成を座長とするIOC内の特別作業部会（タスクフォース）が主管する方針となった[69]。
- 5月24日 - 都知事の定例記者会見において、猛暑対策として「かぶる傘」（傘帽子、アンブレラハット）の試作品が発表される[70][71]。
- 5月28日 - 入場券抽選申し込み受付の締め切りは5月28日午後11時59分までだったが、公式販売サイトへのアクセス集中（5月28日夜に受付待機人数が100万人超を推移）により、締め切りを12時間延長し、5月29日午前11時59分となった[72]。結果として、抽選申し込み受付の締め切り時点で公式販売サイトへの累計アクセス数は2425万件を超え、申し込みに必要なIDの登録者は750万8868人に達した[73]。
- 6月26日 - IOC総会でボクシングについて、5月22日の方針が承認される。
- 12月8日 - 中国の湖北省武漢市の保健機関により原因不明の肺炎患者が初めて報告される（後のコロナ禍の始まり）。
- 12月9日 - 世界アンチドーピング機構は、ロシア選手のオリンピックを含む国際大会への参加を4年間停止し、厳しい条件を満たした選手のみ個人資格で参加できるとする処分を決めた[74]。
- 12月30日 - 水球会場に指定されている東京辰巳国際水泳場で、飛散性の最も高い「レベル1」のアスベスト（石綿）が見つかっていたと報道された[75]
- 12月31日 - WHO中国事務所に武漢市での原因不明の肺炎の流行が報告される[76]。

### 2020年
- 1月7日 - 詳細な開催計画をまとめた「立候補ファイル」を IOC に提出する期限日を迎え、東京は招致委員会の水野専務理事、サッカー女子日本代表の澤穂希らがスイスのローザンヌにあるIOC本部を訪ね、ファイルを提出した。また、共に立候補しているイスタンブールとマドリードも同日、ファイルを提出した。
- 1月8日 - 東京招致委員会が東京都庁で記者会見を開き、前日 IOC に提出した立候補ファイルの内容を公表した。また、JOCの竹田会長が総理大臣官邸を訪ね、前年12月26日に内閣総理大臣に就任した安倍晋三と会談し、安倍は招致委員会の最高顧問への就任打診を承諾し、「安倍内閣として全力を挙げる」と述べた。
- 1月10日 - 東京都知事に就任した猪瀬、日本オリンピック委員会の竹田会長、招致委員会の水野専務理事、福井照文部科学副大臣、サッカー女子の澤、パラリンピック競泳男子の鈴木孝幸がロンドンで記者会見を開き、海外メディア向けに開催計画の説明や東京の都市力をアピールした。
- 3月4日 - IOC評価委員会による現地視察の日程がスタートし、3都市の中で最初に東京都の視察が始まった。視察初日は、午前にクレイグ・リーディー委員長ら14人の評価委員と、安倍[内閣総理大臣、日本オリンピック委員会の竹田会長、猪瀬東京都知事、財務大臣で招致推進議員連盟の会長を務める麻生太郎らが出席して公式歓迎行事が行われ、大会の基本計画や理念に関するプレゼンテーションや質疑が行われた。午後には評価委員会と皇太子徳仁親王による接見行事が行われ、その後は競技施設の視察を行った。また、同日には衆議院において招致決議が賛成多数で可決され、翌5日には参議院においても同決議が可決された。
- 3月5日 - 現地視察2日目は財政やマーケティングなどについての質疑が行われ、トヨタ自動車の張富士夫会長、菅義偉内閣官房長官らがプレゼンテーションを行った。午後は競技会場の視察が行われ、東京体育館や国立霞ヶ丘競技場陸上競技場を視察した。また、同日の質疑の中で IOC による最終支持率調査の結果が公表され、賛成と回答した者が東京都内で70%、全国で67%となったことが明らかになった。2012年5月に公表された IOC による調査結果では賛成が首都圏で47%だったことから、23パーセントポイント上昇したことになる。
- 3月6日 - 現地視察3日目は宿泊施設や交通についての質疑が行われた。午後には競技施設の視察を経て、迎賓館において安倍総理が主催の晩餐会が行われ、評価委員会のメンバーのほか、憲仁親王妃久子や体操男子金メダリストの内村航平らが出席した。
- 3月7日 - 現地視察最終日は環境やセキュリティーに関する質疑が行われた。午後には評価委員会が記者会見を行い、東京の現地視察の日程が終了した。

## 開催

### 2020年
- 1月1日 - この頃、中国のマスメディアで原因不明の肺炎が武漢肺炎として報道され始め、中国国内で混乱が広がった[77]。
- 1月23日 - 中国政府が武漢市でロックダウンを開始。世界各国に衝撃を与えた。中国以外でも感染者が確認され始めた[78]。
- 2月1日 - 日本政府が中国武漢市で流行する肺炎に対して新型コロナウイルス感染症と法令で命名された[79]。
- 2月3日 - 船内で新型コロナウイルス感染症の発症者を確認し、出港後間もなくして引き返してきたダイヤモンド・プリンセスが横浜港に入港。14日間の検疫期間を設けた結果、船内で感染者が激増し、更にホテルへの隔離も行った。また、武漢市を除いた中国からの入国を許可し続けた。その結果として、日本が新型コロナウイルス感染症の水際作戦に失敗した[80]。
- 2月25日 - 新型コロナウイルス感染症対策本部が時差通勤・テレワークの普及を対策方針として掲げる[81]。
- 3月11日 - 世界各国への感染症の広がりから遅れたタイミングで、WHOがCOVID-19（2月11日に武漢肺炎の正式名称として発表）についてパンデミック宣言を行う[82]。この当時は新型コロナウイルスが病原体という以外には不明な感染症であり、デマが拡散してインフォデミックに発展して行く。
- 3月12日 - 聖火の採火式がギリシャのオリンピアで行われ、東京オリンピックの聖火リレーが始まる[83]。
- 3月13日 - アメリカ大統領のドナルド・トランプがホワイトハウスで記者団の質問に対し、「無観客など想像できない。1年間延期したほうがよいかもしれない」と述べ、開催の延期もやむを得ないという考えを示す[84]。
- 3月20日 - 宮城県にて「聖火到着式」を規模を縮小して決行。以後20日から24日まで「復興の火」として宮城、岩手、福島の各県で展示された。強風という状況下ではあるが、ブルーインパルスが聖火到着式の会場上空に5色のスモークでオリンピックシンボルを描いた。
- 3月22日 - カナダのオリンピック委員会 (COC) は22日、新型コロナウイルスのリスクを理由に、2020年夏開催の東京五輪には選手団を派遣しないと表明した[85]。
- 3月24日 - 新型コロナウイルス感染症 (COVID-19) の深刻なパンデミック発生により、日本政府の安倍首相とIOCのバッハ会長との電話会議により開催延期が決定され、遅くとも2021年夏までに開催することで合意した。併せて、3月26日から日本国内で開始する予定であった聖火リレーの延期も発表された。日本政府は、大会名の「TOKYO 2020」は維持する方針とした。聖火のランタンは点火したまま保存される事となった。電通が五輪式典統括のMIKIKOに開閉会式の準備の一時停止を告げ、再開の際は連絡をすると約束した[86]。
- 3月30日 - 組織委員会、国際オリンピック委員会、東京都、日本政府は、延期された東京大会を2021年7月23日に開会することで合意した。
- 10月頃 - 五輪式典統括に就任していたMIKIKOが、これ以上関係者を待たせることが出来ないため、開閉会式の制作再開の連絡が無いことについて電通に問い合わせた所、佐々木宏の下で新しい企画が始動し、IOCにもプレゼン済みとの返事を受けた（電通による約束の反故が発覚）[86]。
- 11月頃 - MIKIKOが電通から佐々木宏の下で開始された新しい企画への参加について打診を受けるが、結果に対する責任を持てないことから辞任を申し出る[86]。
- 12月23日 - TOCOGは、元電通の佐々木宏が五輪式典の演出統括に就任したことを発表した[87]。

### 2021年
- 2月12日 - 森喜朗JOC会長が女性差別発言により辞任した[88]。
- 2月18日 - 不在となっていたJOC会長に橋本聖子が就任した[89]。
- 3月18日 - 渡辺直美に対する容姿侮辱案を提案したことで批判され、五輪式典統括の佐々木宏が辞任した[90]。
- 3月20日 - 5者協議を行い、日本側が「世界のコロナ禍の状況を考慮して海外観客の日本への受け入れは断念する」ことを、国際オリンピック委員会 (IOC) と国際パラリンピック委員会 (IPC) に伝えた[91]。
- 3月25日 - 福島県楢葉町の「ナショナルトレーニングセンターJヴィレッジ」で聖火リレーがグランドスタートを迎えた。東京オリンピック開催に向けた記念すべきスタートでは有るが、新型コロナウイルス感染症 (COVID-19) 対策のため、グランドスタートのセレモニーおよび第一区間（Jヴィレッジ全天候型練習場～Jヴィレッジ駅前）の聖火リレーは沿道であっても立入禁止となり、現地での一般観覧不可となった[92]。しかし、一般観覧不可であることを知らずに駆け付ける観客も多数現れ、規制エリア外で聖火ランナーが垣間見える地点には100人近くが集まった[93]。
- 3月24日 - 週刊文春が、MIKIKOが電通宛に送ったメールを元に、電通を批判する記事を発表した。電通に対する取材では、電通から「（佐々木氏を責任者に指名した点などは）開閉会式演出メンバーの選定・決定は組織委員会の専決事項ですので、当社が指名・決定した事実はありません」という返答が有るのみであったという[94]。
- 3月26日 - MIKIKOが五輪開閉会式の演出を巡る一連の騒動についてELEVENPLAY公式サイトで長文のコメントを発表し、電通やTOCOGのクリエイターに対する不義理と、優れた演出より利権を優先する姿勢に対して批判が起きた[86][95]。
- 4月2日 - 橋本JOC会長が定例会見で、五輪式典統括を辞任した佐々木宏の後任を置かない事を明らかにした[96]。
- 6月8日 - IOCが理事会で北朝鮮の不参加を公式に容認し、北朝鮮枠の出場権の再配分を決めた。北朝鮮の不参加は1988年ソウルオリンピック以来33年振り[97]。
- 6月24日、宮内庁長官の定例会見で、「国民の間に不安の声がある中で、ご自身が名誉総裁をお務めになるオリンピック・パラリンピックの開催が感染拡大につながらないか、ご懸念されているご心配であると拝察しています」と述べ[98] 国内外に波紋が広がった[99]。これに対し、菅義偉内閣総理大臣や加藤勝信官房長官・丸川珠代国務大臣（東京オリンピック・パラリンピック競技大会担当）は相次いで「長官自身の考え方を述べられたと承知している」との見解を示した[100]。また、加藤勝信官房長官は会見で「憲法との関係で、問題があるとは考えてはいない」と述べた[101]。
- 7月8日 - 東京都を対象とした4回目の緊急事態宣言が7月12日から8月22日までの期間で発出された[102]。3回目の緊急事態宣言の解除から僅か3週間での再宣言となった[103]。
  - 同日夜、政府・東京都・組織委員会・IOC・IPCの5者による協議の結果を受けて、東京・埼玉・千葉・神奈川の4都県競技会場における無観客開催が決定した[104]。追って10日、北海道・福島県の会場も同じく無観客開催となり、オリンピック競技のほとんどが無観客での開催となることが確定した[105]。
- 7月21日 - 2020年東京オリンピックの競技が開始されたが、同時に東京都では1,832人のコロナ患者数が報告される[106]。第3波の1月16日以来、約半年ぶりにコロナ患者数が1,800人を超えた[107]。医療提供体制も逼迫した状況に陥った[108]。日本でも感染力の強いコロナ変異株のデルタ株が広がり、第5波の初期段階に突入した[109]。
- 7月19日 - 開閉会式の音楽担当であった小山田圭吾がデビュー前の暴力・差別行為を批判され辞任した[110][111]。
- 7月22日 - 元ラーメンズで開閉会式のショーディレクターの小林賢太郎が、過去のビデオ作品でホロコーストを笑いのネタにしていたことにより解任された[112]。
- 7月23日 - 2020年東京オリンピックが開幕した。緊急事態宣言、過去最速の感染者数増加、大会運営者の辞任ドミノ、無観客の中での異例の開幕となった。
  - 12:40-12:55 - 東京都心をブルーインパルスが5色のスモークを焚きながら周回飛行し、オリンピックスタジアムの西の上空にオリンピックシンボルを描いた。7月21日の予行演習の結果を受けて、オリンピックスタジアム沿道、新宿御苑、代々木公園、渋谷区役所などに多くの人が集まった[113][114][115]。東京都心におけるオリンピックシンボルの描画は57年振りであった[116]。
  - 20:00-23:51[117] - オリンピックスタジアムで開会式が行われ、2020年東京オリンピックが正式に開幕した。開会式では無観客にも関わらず、会場外にも大勢の一般人が駆け付け[118]、開会式を見守る者も居れば[119]、抗議デモを行う者も居た[120]。警察とデモ隊[注釈 2]の衝突も起きた[121]。東京駅丸の内駅前広場では、20:00にカウントダウン時計の残り時間が0になり、こちらも歴史的瞬間を狙う撮影者による人だかりが出来た[122]。開会式の内容に対しては「静かで抑制されている」「上品かつ革新的」「独創的で日本らしい」という良い評価もあったが、「葬式のようだ」という指摘や、多額の予算に対して安っぽく、単なる継ぎ接ぎの演出であるためテーマも伝わらないなど、酷評も多数寄せられた[123][124][125][126][127][128]。また、バッハIOC会長による冗長な大演説が行われ、選手入場の所要時間に合わせて30分延長済みの予定終了時刻を、更に21分も超過するという問題も起きた[117]。
- 7月24日 - 台風8号（ニパルタック）の関東地方への接近可能性が高まり、7月26日のボート競技を7月25日に前倒す変更がTOCOGから発表された[129]。
- 7月25日 - この頃までに、東京の夏の気候について、2013年に東京五輪招致委員会が国際オリンピック委員会（IOC）に提出した立候補ファイルに記載した「温暖で、アスリートが最高の状態でパフォーマンスを発揮できる理想的な気候」と正反対であったことについて苦情が相次いだ[130]。米紙ウォールストリート・ジャーナルも、TOCOGが東京の酷暑について過小評価していたことを批判した[131]。
- 7月27日 - この日の新型コロナウイルスの感染者数は2,848人となり、過去最高を大幅に更新した。菅総理大臣はこの状況においてもオリンピック中止の選択肢は無いと明言した[132]。プレーブック違反も相次ぎ、TOCOGは、各国・地域オリンピック委員会に対して「ストリクト・リマインダー」という「厳しい注意喚起」を開始した[133]。
- 7月29日 - 東京オリンピック・パラリンピック運営者らの定例記者会見で、IOCのマーク・アダムス広報部長がバブル方式の感染対策について「パラレルワールド（別世界）みたいなもの。われわれから東京で感染を広げていることはない」と強調した。加えて、「われわれは最も検査されたコミュニティー。選手村では一番厳しいロックダウンの制限が取られている」と主張し、同じくIOCのリチャード・バジェット医事部長も「（日本国内の）医療崩壊に影響することはないと思う」と発言した[134]。
- 8月8日 - 2020年東京オリンピックが全競技を終了して閉幕した。
  - 20:00-22:30 - オリンピックスタジアムで閉会式が行われ、2020年東京オリンピックが閉幕した。
- 8月9日・8月10日 - 海外の選手団、記者団の帰国がピークを迎えた。8月9日だけで1万人程度が帰国の途についた。また、東京パラリンピックのため在留する海外記者はホテルを移動した。
- 8月16日 - 政府・東京都・組織委員会・IPCの4者による協議が行われ、パラリンピック競技の全会場を無観客とすることが決まった[135]。また、アフガニスタンチームは、同国の政権崩壊による混乱のため、東京パラリンピックへの不参加となることが明らかになった[136]。

## 大会終了後のレガシー

### 2021年
- 7月8日 - 橋本聖子JOC会長が五者協議と関係自治体等連絡協議会を行った後の記者会見で、「この世界が直面するコロナ禍という大きな課題に直面する中においても、開催をすることができるということも一つ大きなレガシーになっていくんだというふうに理解をしているので、より多くの皆さんにこの状況であっても東京大会を開催するという意味と価値が伝わるように引き続きの努力をしていきたい」と述べた[137]。
- 8月11日 - 午前中に、お台場のレインボーブリッジ近くの海上に設置されていたオリンピックシンボルのモニュメントが撤去された。モニュメントは解体され、リサイクルされる予定である。1年以上もの間、東京オリンピックの象徴として多数のメディアにも掲載されていただけでなく、観光客の撮影スポットとしても人気であった。

### 2022年
- 5月24日 - 『東京2020大会1周年記念　TOKYO FORWARD』構想が発表される。大会のレガシーを未来につなぐために様々なイベントを行う事が発表された[138]。
- 6月30日 - 残務を結了させたため、8年余りの長期に渡って活動してきた公益財団法人東京オリンピック・パラリンピック競技大会組織委員会（TOCOG）が解散した[139]。その後は本来の活動を停止して清算法人に移行し、清算手続を結了して法人が消滅する予定である[140]。
- 7月23日 - 17時00分～18時30分に国立競技場で東京2020オリンピック・パラリンピック1周年記念セレモニーが開催される[141]。